# Sin Cautivas Feministas por la Resistencia
Sin Cautivas Feministas por la Resistencia es una organización feminista neuquina argentina,surgida en Neuquén, Argentina, en 2007. Inicialmente, fue formada por mujeres que se juntaban y denunciaban públicamente irregularidades
existentes en la investigación de la desaparición de Florencia Penacchi en Buenos Aires. 
En el momento en que se constituyeron como Sin Cautivas, algunas de ellas
estaban participando en el Frente de Estudiantes por la Resistencia (FER) en la
Universidad Nacional del Comahue, que agrupaba a varias organizaciones
estudiantiles de la izquierda independiente y conducía la Federación Universitaria
del Comahue. 
En marzo de 2007 organizaron un panel de debate y discusión en la UNC recordada, por ellas mismas, como la primera actividad realizada por Sin Cautivas quienes, hasta ese momento, se presentaban como “las amigas de Florencia".
Las primeras acciones colectivas organizadas por Sin Cautivas consistieron en brindar charlas informativas, principalmente en escuelas públicas de nivel medio, acerca del entramado que configura la trata de mujeres con fines de explotación sexual. Junto con La Revuelta, organizaron la Comisión No a la Trata del Alto Valle del Río Negro y Neuquén cuyo objetivo fue instalar públicamente el tema en la región.
Al comienzo, organizaban charlas informativas sobre la trata de mujeres con fines de explotación sexual y la connivencia estatal y policial, enfocándose en educación y prevención. Con el tiempo, ampliaron sus temas de lucha, incluyendo derechos sexuales y reproductivos, derecho al aborto, violencia de género y heteronormatividad. También han trabajado en colaboración con otras organizaciones feministas y sociales, como La Revuelta, AMMAR y la Campaña Nacional por el Derecho al Aborto Legal, Seguro y Gratuito.
En un primer momento nada se sabía acerca de la
existencia de las redes de trata, con el paso del tiempo y a raíz de la discusión y
problematización de la violencia de género, y la conceptualización de la trata de
mujeres para explicar la desaparición de esta joven, se constituyeron como una
organización que se define a sí misma como feminista y clasista, que busca
extender la mirada sobre el sistema capitalista y patriarcal que violenta, excluye y
mata a todas aquellas personas que se alejen de la norma heterosexual de
dominación masculina. 
La organización combina teoría y acción, reflexionando sobre el sistema capitalista y patriarcal, mientras promueven una militancia transversal en temas laborales, ambientales y de derechos humanos. Destacan su participación en la Corriente de Organizaciones de Base (COB) La Brecha y su enfoque en construir movimientos no patriarcales.
Un eje relevante de su trabajo es la creación de un archivo oral sobre mujeres que habían abortado, muchos años antes de que fuera promulgada la Ley de Interrupción Voluntaria del Embarazo de Argentina en 2021, buscando transformar esta experiencia individual y estigmatizada en una herramienta colectiva de empoderamiento y denuncia, para generar nuevas narrativas críticas sobre el aborto y la violencia de género.
Se opusieron a la creación de una zona roja porque significaba la legalización encubierta del proxenetismo y la trata.Cuando Sin Cautivas se conformó y sus integrantes comenzaron a estudiar sobre la trata de mujeres, lo hicieron desde una perspectiva abolicionista e incluso integraron una red nacional en contra de la trata de mujeres. Con el transcurso de los años, las lecturas y las discusiones desde otras perspectivas feministas modificaron su postura hasta ubicarse junto a quienes reconocen el trabajo sexual como una elección y demandan su reconocimiento como tal por parte del Estado y de la sociedad. 
Han establecido vínculos y realizado actividades con la Asociación de Mujeres Meretrices de la Argentina (AMMAR) de la ciudad de Córdoba. El objetivo fue visibilizar el debate de por el reconocimiento del trabajo sexual e incluso, durante un tiempo, acompañaron el proceso de organización de un grupo de trabajadoras sexuales de la ciudad de Neuquén.
En 2012, Sin Cautivas Feministas por la Resistencia emprendió una convocatoria de recopilación de testimonios con formato de historia de vida de mujeres que habían abortado con el objetivo de elaborar el archivo de historia oral Yo aborto, tú abortas, todas hablamos. La decisión de realizar entrevistas con formato de historia de vida se relaciona con la trayectoria académica de una de las militantes de Sin Cautivas que había participado de un proyecto de investigación cuyo objetivo era la elaboración de un archivo oral sobre la fábrica recuperada Cerámica Zanon.La práctica de construcción de un archivo oral de mujeres que abortaron, realizada por la organización Sin Cautivas,  buscaba transformar este hecho individual y generalmente silenciado en una práctica alejada de los modos hegemónicos de referirse y de sentir respecto del aborto en un momento en que la marea verde  peleaba por el derecho al aborto, ya que en ese momento el aborto en Argentina estaba prohibido y se realizaba de manera ilegal. 
A lo largo del tiempo se fueron posicionando como voces reconocidas en diferentes temáticas relacionadas, principalmente, con violencia de género, trata de mujeres y niñas y feminismo.
Hoy son parte de la Corriente de Organizaciones de Base (COB) La Brecha, y en ese sentido están insertas en luchas y reivindicaciones relacionadas con la defensa y los derechos de las y los trabajadores, el medio ambiente, y contra las leyes que criminalizan y persiguen la protesta social. 